# NGC 3708
NGC 3708 је ознака објекта на координатама са ректансцензијом 11h 30m 39,2s и деклинацијом - 3° 13" 21'. Открио га је Ормонд Стоун, 31. децембра 1885. Каснијим посматрањима на том положају није уочен никакав астрономски објекат.